# Cloretone
Il cloretone o aceton-cloroformio è un principio attivo ipnotico, dotato anche di potere antisettico.

## Sintesi
Il cloretone si forma per addizione nucleofila tra cloroformio e acetone.